# José Carlos Barbosa
José Carlos Barbosa (São Simão, 26 de outubro de 1964), mais conhecido como Barbosinha, é um advogado e político brasileiro filiado ao Partido Social Democrático (PSD) que serve como 11.º Vice-governador de Mato Grosso do Sul no Governo Riedel desde janeiro de 2023, além de ter sido 21° Secretário de Estado de Justiça e Segurança Pública e Deputado estadual de Mato Grosso do Sul.

## Biografia
Em 2007, foi convidado para assumir a Empresa de Saneamento de Mato Grosso do Sul.
Após trabalho, em 2012, foi eleito presidente da Associação Brasileira das Empresas Estaduais de Saneamento (AESBE), sendo o primeiro sul-mato-grossense a presidir a instituição.
Em 2014, foi eleito deputado estadual de Mato Grosso do Sul, e em 2016, a convite do governador Reinaldo Azambuja, atuou na Secretaria de Estado de Justiça e Segurança Pública-SEJUSP
Em 2019, foi eleito para o segundo mandato de deputado estadual.

## Vida pessoal
Filho de Pascoal Barbosa e Orlanda Barbosa de Jesus, é o caçula de uma família de nove irmãos. Em 1993, casou-se com a médica Maristela de Castro Menezes, retornando para Dourados (Mato Grosso do Sul). Foi neste período que teve um filho, José Pedro Menezes Barbosa.